# Musterbahn

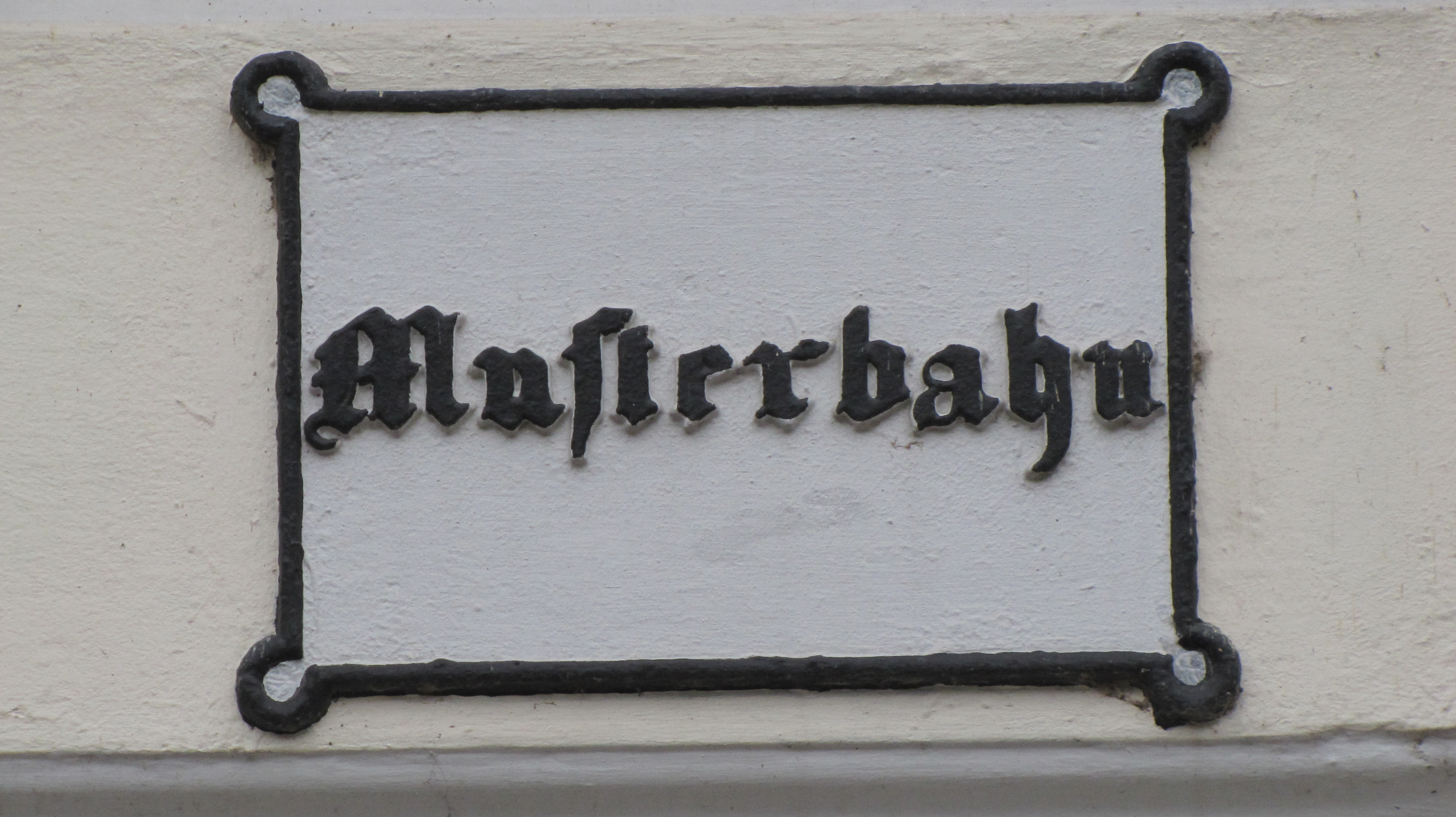
Historisches Straßenschild am Haus Nr. 19

Die Musterbahn, rot markiert auf einem Stadtplan von 1910

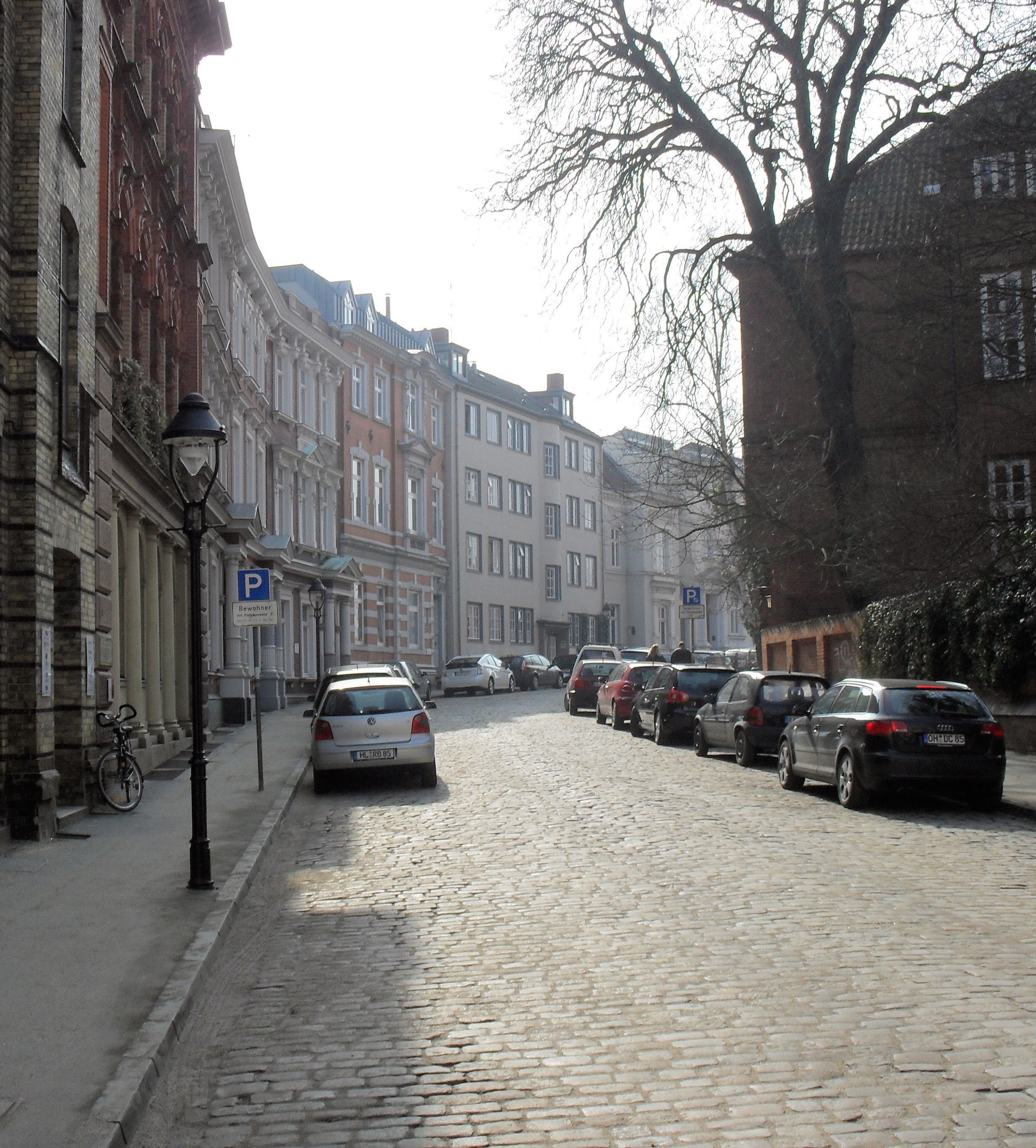
Die Musterbahn, Blick von der Mühlenstraße in Richtung Dom

Die Musterbahn ist eine Straße der Lübecker Altstadt.

## Lage
Die etwa 170 Meter lange Musterbahn befindet sich am südlichen Rand der Altstadtinsel. Sie beginnt an der Mühlenstraße, gegenüber der Einmündung der Straße An der Mauer und verläuft dann in einem leichten Bogen in südwestlicher Richtung. Am Chor des Doms mündet von Norden her der Domkirchhof ein; kurz darauf beschreibt die Straße einen Knick und verläuft weiter zwischen dem Museum für Natur und Umwelt und dem Mühlenteich, bis sie beim Archiv der Hansestadt Lübeck auf den Mühlendamm trifft und endet. Während sie auf der rechten Seite, beginnend mit der historistischen Hauptturnhalle und dem heute von der OzD genutzten Flügel des Schulgebäudes der ehemaligen  Höheren Bürgerschule aus dem Jahr 1881 geprägt wird, stehen auf der linken Seite auf den nach Süden ausgerichteten Wassergrundstücken zum Mühlenteich Bürgerpalais des 19. Jahrhunderts.

## Geschichte
Die heutige Musterbahn war ursprünglich nur eine schmale Gasse, die an der Innenseite der Stadtmauer vom inneren Mühlentor zum Dom verlief. Ein Name ist erst spät verzeichnet: 1614 wird die Straße im städtischen Bauinventar als Munsterbahn bezeichnet, 1852 wurde der bis heute gültige Straßenname Musterbahn amtlich festgelegt.
Ursprung und Bedeutung der Bezeichnung sind bis heute nicht geklärt. Die Ansicht, dass sich Munsterbahn auf den Dom, also das Münster bezieht, gilt als nicht haltbar, da Münster als Synonym für eine Großkirche in Lübeck unbekannt war und auch nur eine einzige urkundliche Erwähnung des Ausgangsbegriffs monasterium für das Kapitelhaus des Doms nachweisbar ist.
Eine andere Deutung bezieht sich auf die Annahme, dass im 17. Jahrhundert in der Straße die Bürgerkompanien, also die städtische Miliz, gemustert wurden. Allerdings existieren hierfür keine Belege, und die enge Straße entlang der Stadtmauer hätte für diesen Zweck auch zu wenig Raum geboten.
Eine dritte Auslegung basiert darauf, dass sich an der Musterbahn Pferdeställe befanden, die zu einem Krug am inneren Mühlentor gehörten und die bis 1860 existierten. Die Annahme besagt, dass in der Straße Pferde gemustert, also begutachtet wurden, die anschließend auf dem nahen Pferdemarkt zum Verkauf gelangten. Endgültige Gewissheit besteht aber auch für diese Interpretation des Straßennamens nicht.

## Bauwerke
Erst 1875 wurde die mittelalterliche Stadtmauer entlang der Musterbahn abgebrochen und die Straße verbreitert, so dass sie die heutigen Dimensionen erhielt. In den folgenden Jahren entstanden an der bis dahin von der Mauer eingenommenen Südseite der Musterbahn palaisartige gründerzeitliche Wohnhäuser.
- Musterbahn 3, Neorenaissance-Haus von 1878. Die Fassade ist verziert mit 1549 entstandenen Terrakotten von Statius von Düren, die sich ursprünglich am 1878 abgebrochenen Haus Braunstraße 4 befunden hatten. Dieser Terrakotten wegen ist das Gebäude in der Musterbahn auch als Statius-von-Düren-Haus bekannt.
- Musterbahn 6, das 1959–1961 errichtete Museum für Natur und Umwelt, in das Reste des spätromanischen Domkreuzgangs aus der Mitte des 13. Jahrhunderts sowie die Schaufassade des um 1460 errichteten spätgotischen Predigerhauses integriert sind.
- Musterbahn 19, neoklassizistisches Stadtpalais von 1887 für den Lübecker Kaufmann und Senator Emil Possehl

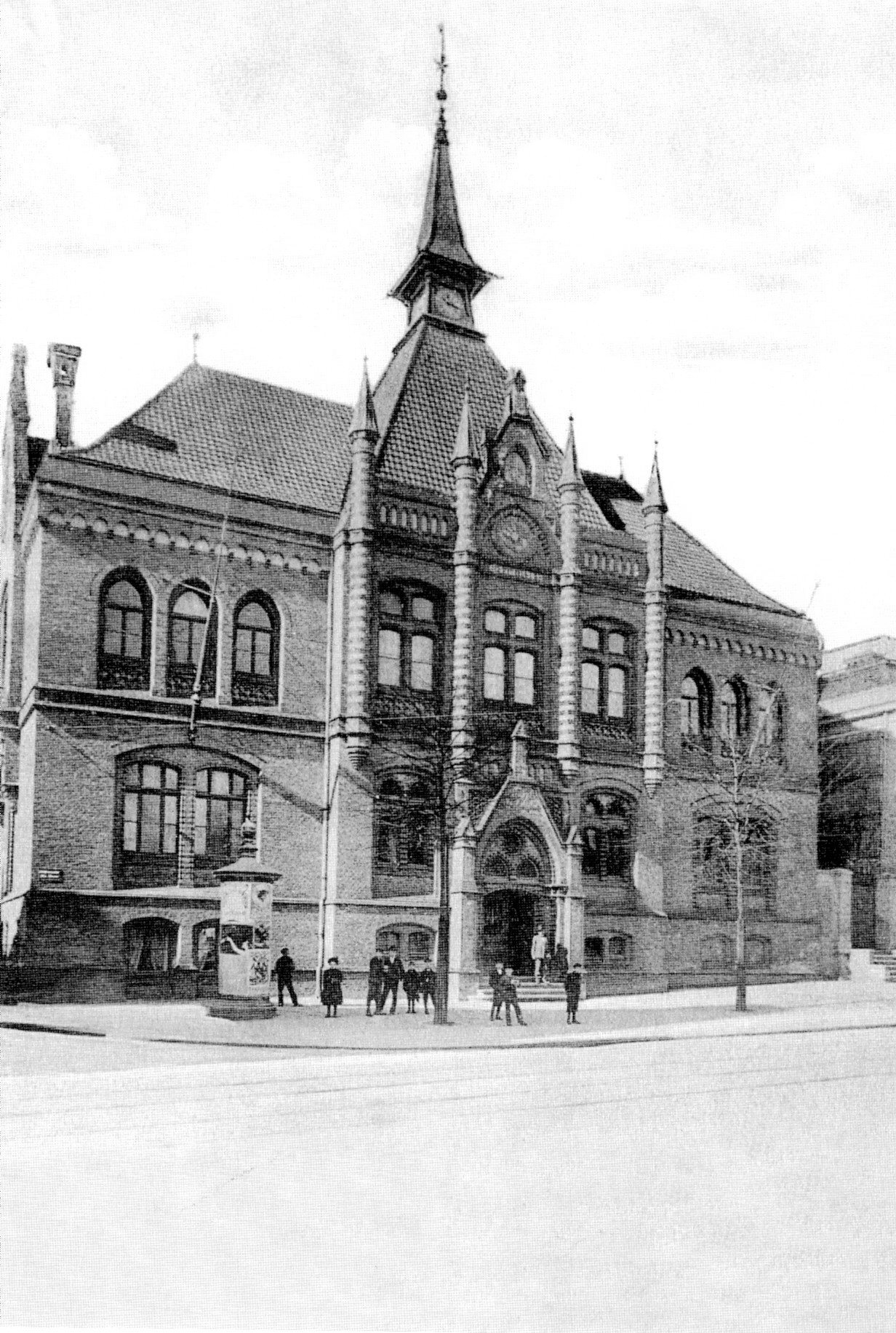
Hauptturnhalle an der Ecke Mühlenstraße/Musterbahn
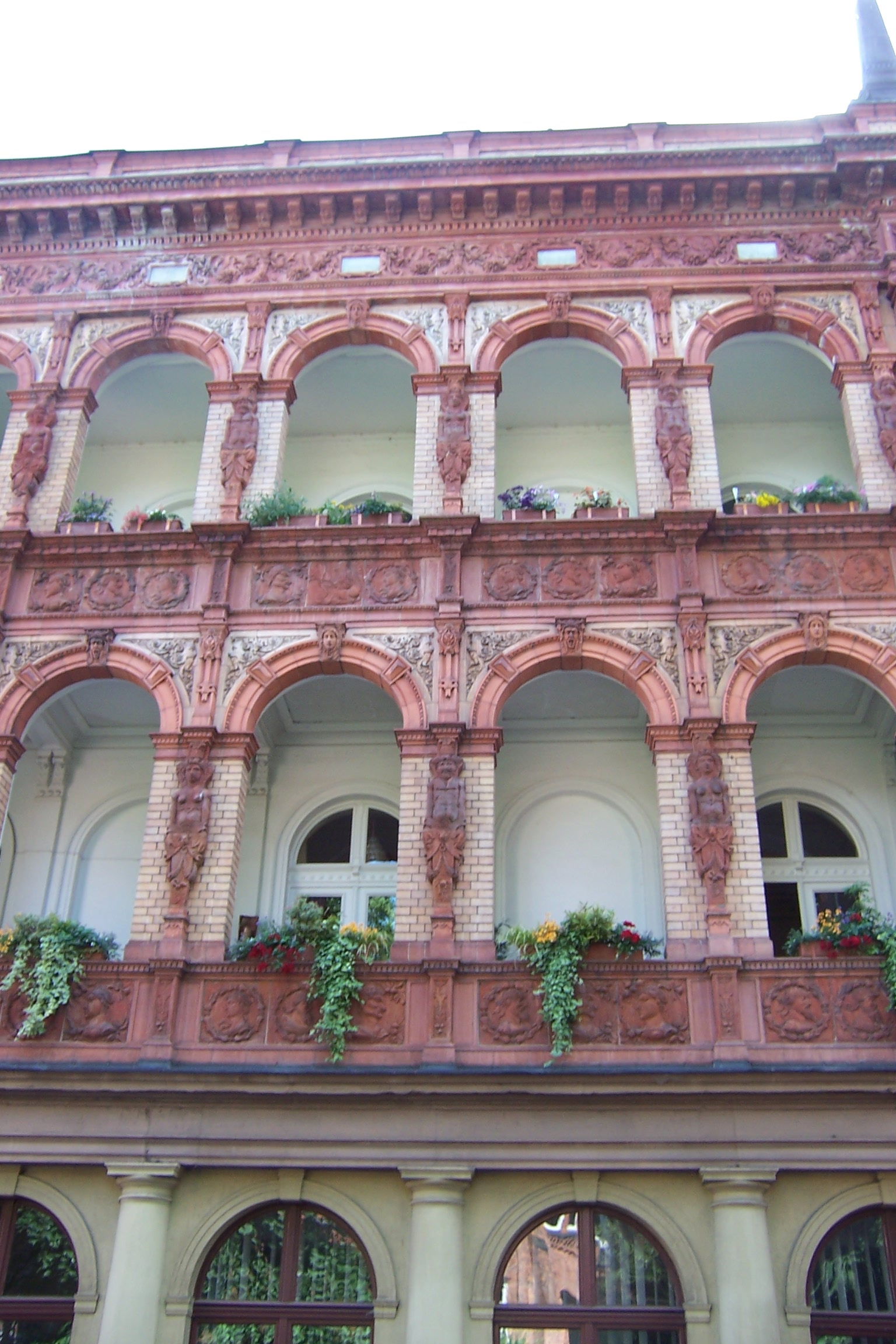
Statius-von-Düren-Haus, Musterbahn 3
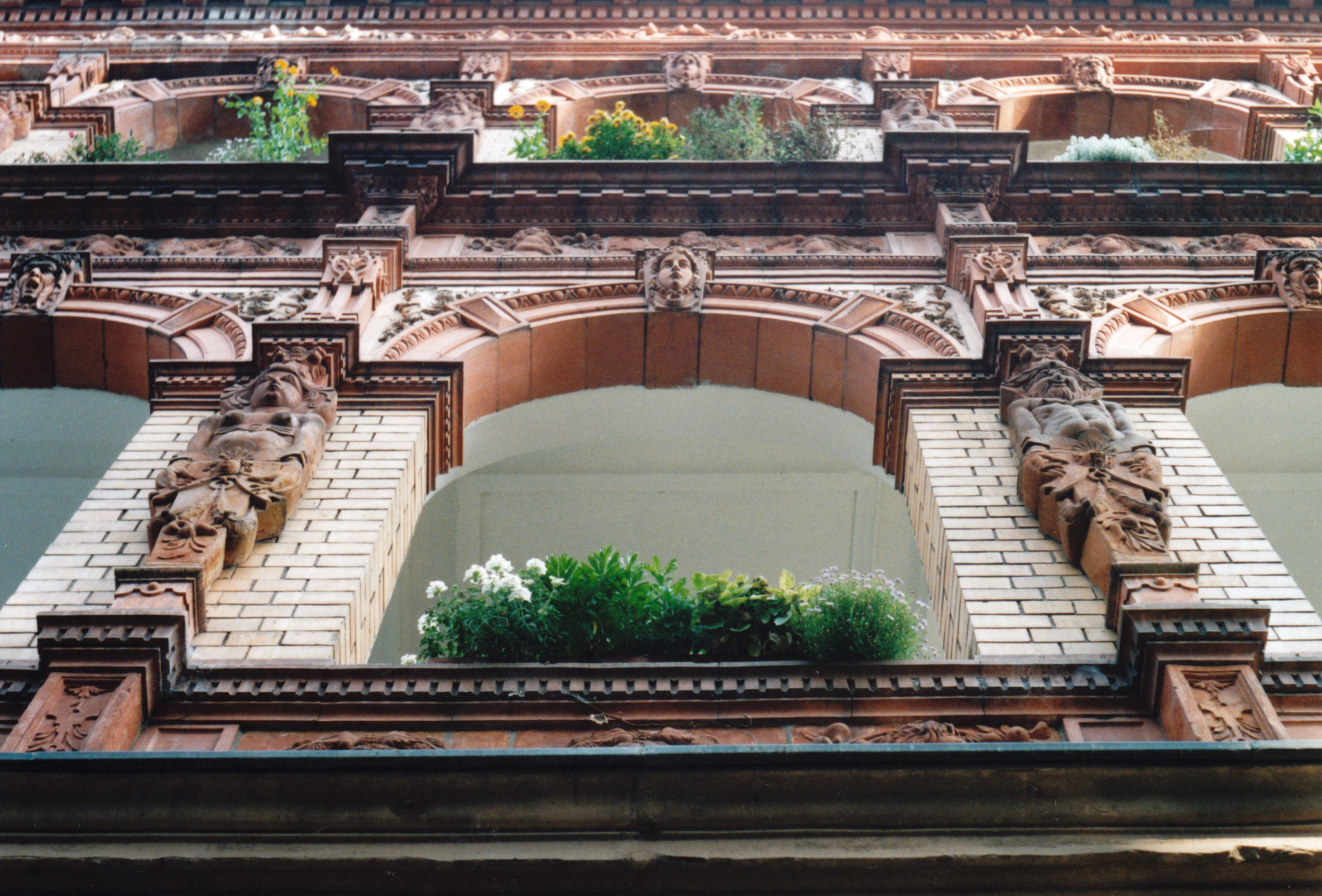
Statius-von-Düren-Haus, Detail
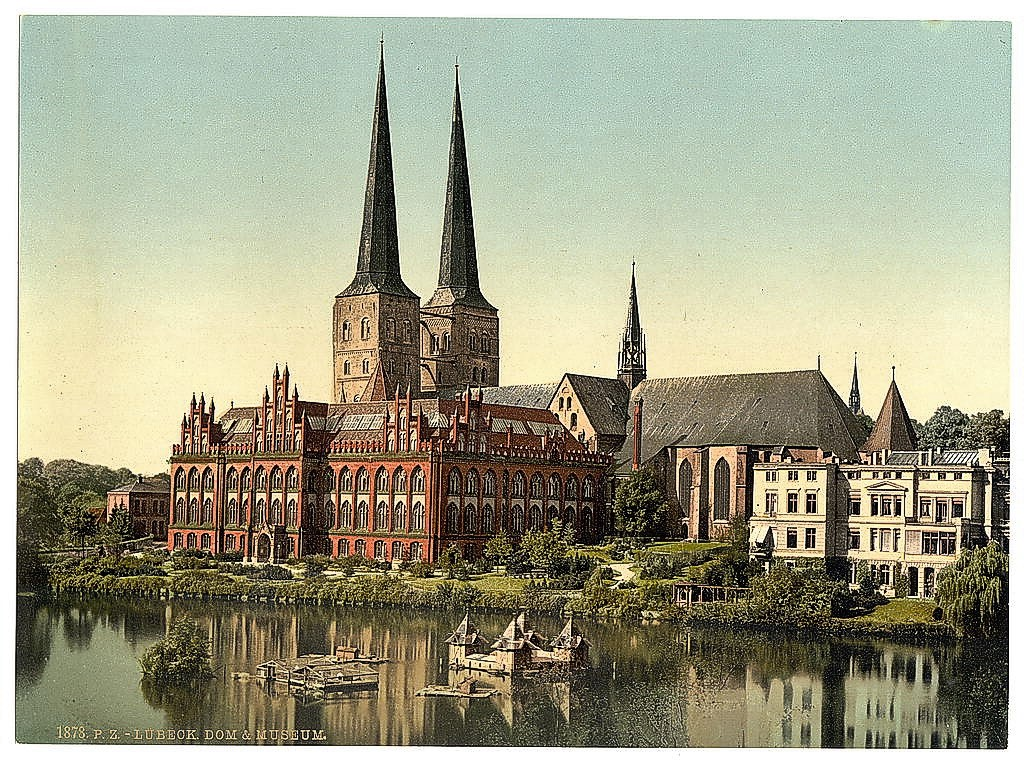
Blick über den Mühlenteich auf die Gartenseite der Musterbahn, um 1900
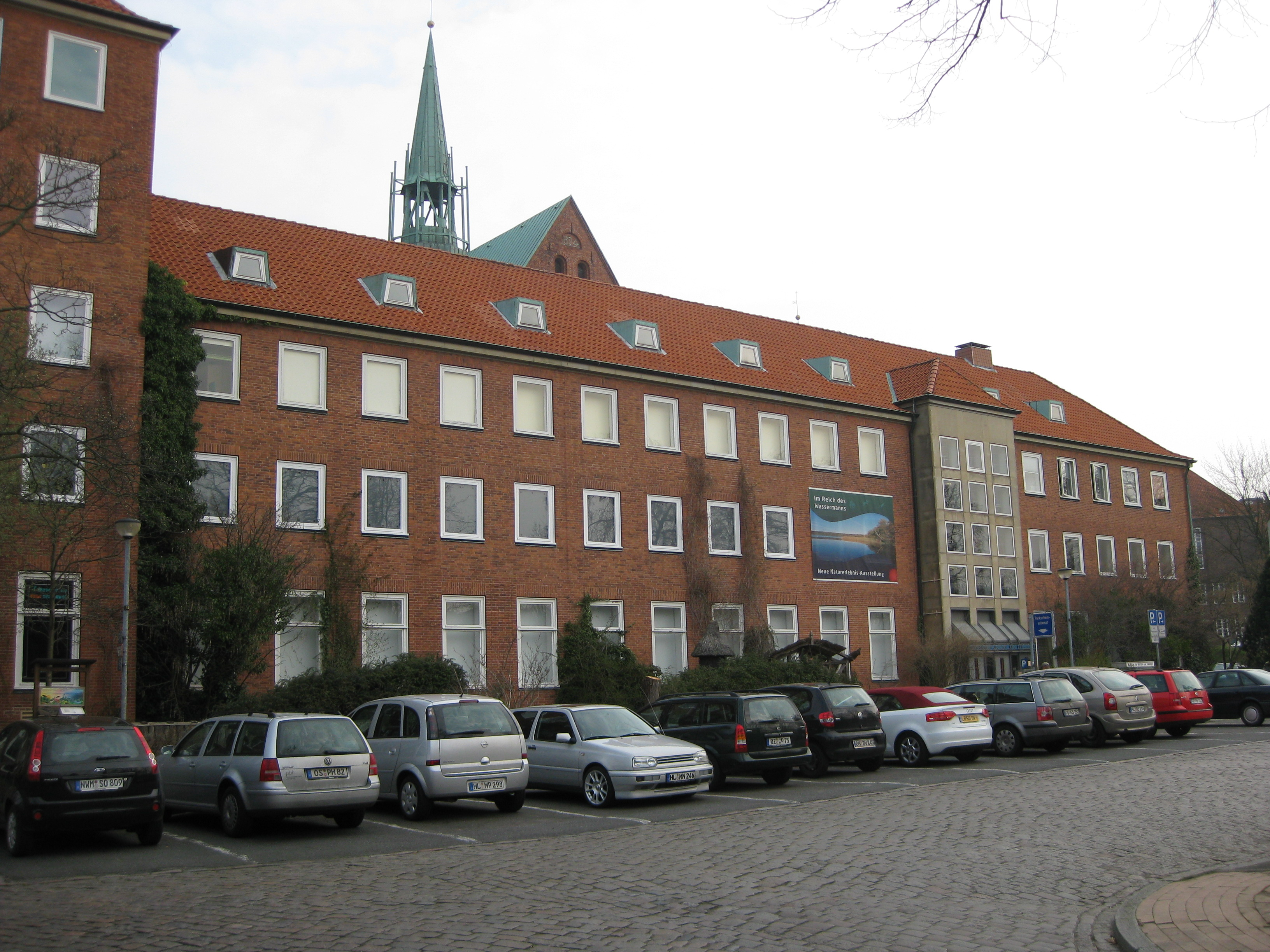
Die Musterbahn am Museum für Natur und Umwelt